# Synegiodes
Synegiodes là một chi bướm đêm thuộc họ Geometridae.